# Васильевка (муниципальное образование город Новороссийск)
Васи́льевка — село в Приморском районе муниципального образования город Новороссийск.

## География
Расположено в долине реки Озерейка и находится в 8 км к западу от центра Новороссийска, в 3 км к северо-востоку от села Глебовского и в 3 км к юго-западу от села Борисовка.
В 2 км к северо-западу от Васильевки
в верховьях реки Озерейки,
на северо-восточном отроге горы Серегай,
рядом с территорией садоводческого товарищества «Бриз»
открыт дольменный комплекс Озерейка.

## Население
| 1873 | 2002 | 2005 | 2010 |
| ---- | ---- | ---- | ---- |
| 64   | ↗340 | ↗400 | ↗437 |